# Голямата жега
„Голямата жега“ (на английски: The Big Heat) е американски филм, криминален трилър от 1953 година на режисьора Фриц Ланг по сценарий на Сидни Бьом.
В центъра на сюжета, базиран на едноименния роман на Уилям Макгивърн, е полицай, който започва разследване на убийството на свой колега и разкрива организирана престъпна група с връзки в политическите среди. Главните роли се изпълнават от Глен Форд, Глория Греъм, Лий Марвин.